# АДК (футбольный клуб)
Футбольный клуб АДК (Алматинский домостроительный комбинат) — советский футбольный клуб из Алма-Аты.
Впервые участвовал во второй лиге СССР в 1963 году, но, заняв предпоследнее место, потерял статус клуба мастеров. Только через три года смог снова участвовать во второй лиге СССР. В 1968 году добивается для себя самого крупного успеха, где делит первое место вместе с джезказганским «Енбеком», но проигрывает в дополнительном матче. С 1970 года команда участвовала только в турнирах со статусом КФК.

## Достижения
- Серебряный призёр (в зональном турнире класса «Б» 1968 год)
- Финалист Кубка Казахской ССР среди мастеров (1968)
- Победитель Чемпионата Казахской ССР среди КФК (3): 1962, 1964, 1965
- Победитель Кубка Казахской ССР среди КФК (1965)
- Финалист Кубка Казахской ССР среди КФК (1974)

## Статистика
| Сезон | Дивизион                           | Дивизион | Дивизион | Дивизион | Дивизион | Дивизион | Дивизион | Дивизион | Кубок СССР | Кубок КазССР |
| Сезон | Лига                               | И        | В        | Н        | П        | Мячи     | О        | Место    | Кубок СССР | Кубок КазССР |
| ----- | ---------------------------------- | -------- | -------- | -------- | -------- | -------- | -------- | -------- | ---------- | ------------ |
| 1963  | Класс «Б» 2 зона союзных республик | 28       | 4        | 11       | 13       | 20 — 38  | 19       | 14       | 1/4        |              |
| 1966  | Средняя Азия и Казахстан Класс «Б» | 36       | 16       | 10       | 10       | 50 — 37  | 42       | 8        | 1/8        |              |
| 1967  | Средняя Азия и Казахстан Класс «Б» | 42       | 17       | 12       | 13       | 55 — 36  | 46       | 7        | 1/2        |              |
| 1968  | Казахстан Класс «Б»                | 40       | 27       | 10       | 3        | 83 — 20  | 64       | 2        |            | Финалист     |
| 1969  | Казахстан Класс «Б»                | 40       | 21       | 8        | 11       | 51 — 33  | 50       | 6        |            | ?            |

## Тренеры
- Болотов, Владимир Сергеевич (1965—1969)